# Моровниця
Моровниця (пол. Morownica, нім. Murkwitz) — село в Польщі, у гміні Сміґель Косцянського повіту Великопольського воєводства.
Населення — 483 особи (2011).
У 1975-1998 роках село належало до Лешненського воєводства.

## Демографія
Демографічна структура станом на 31 березня 2011 року:
|          | Загалом | Допрацездатний вік | Працездатний вік | Постпрацездатний вік |
| -------- | ------- | ------------------ | ---------------- | -------------------- |
| Чоловіки | 247     | 64                 | 156              | 27                   |
| Жінки    | 236     | 46                 | 148              | 42                   |
| Разом    | 483     | 110                | 304              | 69                   |